# Salang (distrikt)
Salang (persiska: سالنگ) är ett distrikt i Afghanistan. Det ligger i provinsen Parwan, i den nordöstra delen av landet, 80 kilometer norr om huvudstaden Kabul. Administrativ huvudort är Salang.
Distriktet beräknades år 2022 ha cirka 30 000 invånare.